# 马德伦
马德伦（1949年11月—），男，中华人民共和国金融人物，曾任国家外汇管理局副局长，中国人民银行党委委员、行长助理、副行长。